# Poszycie stykowe

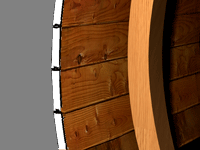
Poszycie stykowe

Poszycie stykowe (karawelowe, klepkowe) – rodzaj poszycia kadłubów drewnianych, stosowany już w czasach prehistorycznych. W najprostszej postaci składało się z desek drewnianych (zwanych klepkami lub plankami) przymocowanych na styk do szkieletu statku, zwłaszcza wręgów.
Ponieważ idealne dopasowanie klepek było niemożliwe (ze względu na kształt kadłuba, a zwłaszcza zmiany szerokości klepek pod wpływem wody), styk klepek musiał być uszczelniany różnymi metodami, a pełną szczelność poszycie osiągało dopiero po nasiąknięciu wodą. Pozorna prostota poszycia stykowego w rzeczywistości wymagała ogromnego doświadczenia w projektowaniu układu klepek poszycia, doborze drewna (musiało być bardzo długo sezonowane, ale nie mogło być nadmiernie wysuszone) i samym poszywaniu kadłuba. W najbardziej rozwiniętej postaci poszycie stykowe składało się ze stosunkowo wąskich klepek mahoniowych, tekowych lub dębowych, dopasowanych kształtem i krzywizną do kształtu kadłuba, uszczelnionych za pomocą szczeliwa bawełnianego lub konopnego. Sam proces uszczelniania był bardzo pracochłonny i wymagał bardzo wysokich kwalifikacji, ponieważ pracujące w warunkach zmiennej wilgotności klepki przy zbyt mocnym ubiciu szczeliwa mogły popękać lub nawet zniszczyć wręgi, zaś zbyt słabo ubite szczeliwo nie spełniało swojej roli. Tym niemniej w luksusowych jachtach XIX i pierwszej połowy XX w. poszycie stykowe mogło być (kosztem użycia najwyższej jakości materiałów i bardzo pracochłonnego wykończenia), niezwykle efektowne i dosyć trwałe. W porównaniu z poszyciem zakładkowym miało potencjalnie dużo lepsze własności hydrodynamiczne, ale było niezbyt wytrzymałe mechanicznie i wymagało starannej i pracochłonnej konserwacji. Obecnie poszycie stykowe w klasycznej postaci praktycznie nie jest stosowane nawet w replikach jednostek historycznych, lecz zastępowane przez odmiany poszycia zakładkowego lub wręcz imitowane przez atrapy klepek z obłogów.